# 学問の自由
学問の自由（がくもんのじゆう、英: academic freedom）は、自由権の一種であり、研究・講義などの、真理探究のための活動において、他者からの干渉や制限を受けない自由。

## 概説
近代市民革命の先進国であるイギリス、フランス、アメリカなどの権利章典や人権宣言には学問の自由についての条項が存在しない。それは、思想の自由や表現の自由が保障される結果として、当然に学問の自由も保障されると考えられたためである。しかし、学問は、しばしば既存の常識や構造の再検討を促すものであり、社会秩序を脅かすものとして、迫害の対象となることもある。そのため、19世紀に学問の自由の保障の必要性が特筆すべきものとして認識されるに至り、大学教授など研究教育機関で被用者として研究教育を行う者が、解雇等の脅威を受けることなく専門的職能を自由に遂行しうることを保障するものとして、学問の自由が承認されるようになった。また、フランスでは大学における学問の自由は、初等教育及び中等教育の自由を含めて「教育の自由」として扱われてきた。
これに対して、ドイツでは早くから学問の自由（Akademische Freiheit）の観念が発展してきた。市民革命が未完成で市民的自由の保障が不十分であったドイツでは、大学教授に対する学問研究の自由を保障することが不可欠だったためである。その代わりに学外活動については学問研究と実践や現実政治とのかかわり合いは排除され政治的不自由を受けなければならなかった。1810年のベルリン大学創設など学問の自由は大学の成立とともに主張されるようになり、1849年のフランクフルト憲法152条が「学問およびその教授は自由である」と定めて初めて憲法上の権利として保障された。
20世紀に入るとヴァイマル憲法142条が「芸術、学問およびその教授は自由である。国は、これらのものに保護を与え、かつ、その育成に参与する」と規定して、学問の自由を芸術の自由と共に保障するとともに国の積極的義務を明記した。また、第二次世界大戦後にはドイツ連邦共和国基本法5条3項やイタリア共和国憲法33条1項などが学問の自由を保障する規定を置いている。

## 学問の自由の内容
通説的見解では、「学問研究の自由」「研究成果の発表の自由」「教授の自由」を三要素とするが、広義には制度的保障としての大学の自治も含まれるとされる。

### 学問研究の自由
学問研究活動は、内心領域にとどまるものである限り、絶対的なものとして保障される。
学問研究についてはその性質から本来は自由に委ねられるべきではあるが、明らかに反人倫的な生体実験や人類の将来に危険を及ぼすおそれのある研究については一定の規制が必要と考えられている。その規制についても立法権や行政権がみだりに立ち入るのではなく第一義的には研究者と大学等の研究機関の自律や自主的判断に委ねられるべきと考えられるが、科学技術のめざましい発展から人体実験・生物兵器研究・核物質の平和目的以外での利用研究・ヒト遺伝子の操作などについては危険性や反倫理性の故に法的規制の必要性も議論されている。

### 研究成果の発表の自由
研究の成果は発表されることによって初めて価値を持つものが大多数であり、したがって研究発表の自由も当然に認められる。

### 教授の自由
講義の内容・方法に関する自由。研究発表の自由の一形態と理解できないこともないが、研究発表の自由がいわば「研究仲間(colleague)」の間の自由であるのに対し、「教授の自由」は（世代を異にする場合も多い）「先達」から「後進」への研究内容の伝達の自由と理解されて、両者を区別するのが一般的である。なお、誤解を避けるため「教授する自由」と称することもある。

### 大学の自治
大学が国家権力等の外的干渉を受けずに、自主的に学問研究・教育に関する諸事項を決定・遂行する権利である。具体的には、①教職員の人事権②学生入学の承認権③教学の内容の決定権④学位授与権⑤学内司法権⑥財政自主権などの保障が考えられる。

## 日本

### 大日本帝国憲法（明治憲法）
大日本帝国憲法（明治憲法）には学問の自由を保障する規定はなかった。しかし、日本でも明治10年代から明治20年代にかけて人事権を除いて大学自治の制度や慣行の原型はほぼ完成していた。大正時代になると人事に関する大学の自治も慣行として確立し、1914年の沢柳事件によって大学教授の任免については教授会の同意を要するとの慣行が確立された。このように確立された学問の自由と大学の自由も大正デモクラシーを経たのち1930年代には大きく侵害されるようになった。1933年には文部大臣によって京都帝国大学の滝川幸辰教授に対する休職処分が教授会の同意なく行われた（滝川事件）。
また、1935年にはそれまで通説的学説であった天皇機関説の代表的学者である美濃部達吉の著書3冊が出版法19条により発売禁止処分とされ、天皇機関説の教授も禁止され、事実上学説の存在ないし公表が禁止されることとなった（天皇機関説事件）。

### 日本国憲法
日本国憲法は学問の自由について第23条に規定を置いている。
1947年には教育基本法及び学校教育法が制定され、1949年には教育公務員特例法が制定された。学校教育法は教授会を大学の管理運営の中心機関として規定し、教育公務員特例法は大学の学長・教員及び部局員の採用・昇任の選考・転任・降任・懲戒の審査等をすべて大学の管理機関が行うこととしている。これにより明治憲法では慣行上のものであった大学の自治は成文法によって承認されることとなった。

#### 学問の自由の保障
従来の通説的見解によれば、学問の自由の内容には、学問研究の自由、学問研究結果の発表の自由、大学における教授の自由、大学の自治が挙げられる。
このうち学問研究の自由は日本国憲法第19条の思想・良心の自由、学問研究結果の発表の自由は日本国憲法第21条の表現の自由にも含まれる。また、教授の自由については後述のように大学における教授の自由なのか高等学校以下の初等中等教育機関における教育の自由をも含むのかで論点となっている。大学の自治については学問の自由そのものを保障するため客観的に設けられる制度的保障であるとする制度的保障論が有力である。

#### 学問の自由の主体
学問の自由の主体は、沿革的には大学を中心とした高等研究教育機関の研究者に認められてきたものであるが、憲法23条はすべての国民に対して学問の自由を保障するものと解されている。最高裁は東大ポポロ事件で憲法23条について「同条が学問の自由はこれを保障すると規定したのは、一面において、広くすべての国民に対してそれらの自由を保障するとともに、他面において、大学が学術の中心として深く真理を探究することを本質とすることにかんがみて、特に大学におけるそれらの自由を保障することを趣旨としたものである。」と判示した（最大判昭和38・5・22刑集17巻4号370頁）。

#### 学問の自由と教育の自由
従来の通説的見解は、憲法23条の学問の自由から導き出される教授の自由を大学における教授の自由と解してきた。その理由は、1.沿革的に学問の自由は大学における教授の自由のみを含めてきたものであること、2.大学における教授の自由は学問研究の結果を公表する自由であるのに対して、教育の自由は教育を受ける者に対して教育を受ける権利を充足するための精神的活動であり性質を異にすること、3.大学における学生には批判能力が備わっていると考えられるのに対して、初等中等教育機関の児童生徒には批判能力が十分でないこと、4.初等中等教育機関においては教育機会の均等を実現するために合理的範囲で教育の内容や方法について画一化が要請されることが挙げられる。
これに対して憲法23条の学問の自由を大学のみならず初等中等教育機関の教育の自由にも拡大する学説がある。この学説はドイツ法的伝統にとらわれることなく学問と教育の内在的関連を強調する。
その後、最高裁は旭川学力テスト事件（最大判昭和51・5・21刑集30巻5号615頁）において、まず教育の自由という観点から「子どもが自由かつ独立の人格として成長することを妨げるような国家的介入、例えば、誤った知識や一方的な観念を子どもに植えつけるような内容の教育を施すことを強制するようなことは、憲法二六条、一三条の規定上からも許されない」とし、教育の自由は学問の自由に「必ずしもこれに含まれるものではない」としていたポポロ事件判決を実質的に判例変更している。また、教師の教育の自由については「専ら自由な学問的探求と勉学を旨とする大学教育に比してむしろ知識の伝達と能力の開発を主とする普通教育の場においても、例えば教師が公権力によって特定の意見のみを教授することを強制されないという意味において、また、子どもの教育が教師と子どもとの間の直接の人格的接触を通じ、その個性に応じて行われなければならないという本質的要請に照らし、教授の具体的内容及び方法につきある程度自由な裁量が認められなければならない」として教師の教育の自由を否定していた従来の通説的見解をさらに一歩前に進めた。そのうえで大学とは異なり普通教育における教師に完全な教授の自由を認めることはできないとし、その理由として判決は「大学教育の場合には、学生が一応教授内容を批判する能力を備えていると考えられるのに対し、普通教育においては、児童生徒にこのような能力がなく、教師が児童生徒に対して強い影響力、支配力を有することを考え、また、普通教育においては、子どもの側に学校や教師を選択する余地が乏しく、教育の機会均等をはかる上からも全国的に一定の水準を確保すべき強い要請があること」を理由として挙げている。

## オランダ
オランダでは教育の自由が特に実践されており、オランダの文部省は学校設立の自由、教える自由、教育を組織する自由という3つの自由で説明している。オランダの場合は、社会階級の差異よりもカトリックとプロテスタント、自由主義と社会主義などの思想信条の対立などが政治的争点になってきたという歴史的経緯がある。

## 大学の自治
大学の自治の観念は、パリ大学など中世以来のヨーロッパの伝統に由来している。しかし、この段階における大学の自治の観念は、前述のドイツにおけるそれと異なり、学生が教師を呼んで自主的に学んだ伝統に発している。現に、古い伝統を有するヨーロッパの大学では、たとえば現在も「学長」の職名をRektor（ドイツ）と称することがあるが、これはもともと「学生のリーダー」すなわち「学頭」を意味する言葉であった。
日本国憲法は大学の自治について明文では規定していないが、通説は学問の自由と大学の自治は密接不可分の関係にあることから大学の自治は憲法23条によって保障されているとする。また、その法的性格については学問の自由を保障するための客観的な制度的保障とする制度的保障論が有力である。判例も東大ポポロ事件の最高裁判決で「大学における学問の自由を保障するために、伝統的に大学の自治が認められる」とした上で「大学の学問の自由と自治は、大学が学術の中心として深く真理を探求し、専門の学芸を教授研究することを本質とすることに基づく」と判示していることから憲法第23条を根拠に大学の自治を認めているものと解されている。
憲法が思想および良心の自由、表現の自由の保障に加えて学問の自由を設けているが、それは学問研究が常に新しいものを生み出そうとする営みであって、歴史の発展に寄与するところが大きかった反面、それだけに時の為政者による迫害を強く受けたことから、とくにこれを制度的に保障したものであるといえよう。

### 大学の自治の内容
学問の府である大学で、この学問の自由を保障するシステムとして設けられたのが大学の自治である。従来の通説的見解によると、大学の自治は、大学の教授その他の研究者の人事、大学の施設の管理、学生の管理をその内容とする。さらに近時の学説は、研究教育の内容と方法における自主決定権、および予算管理の自治（財政自治権）もこれに含まれるとされる。とくに警察権力の直接介入からの自治は、学問・思想・言論等の自由を実質的に保障するうえで、きわめて重要である。

#### 人事の自治
人事の自治は大学の自治のうち最も重要かつ基本的なものである。大学教育の人事については、法令で教員資格のみが定められており、大学は自主的に決定することができる。

#### 施設の管理
施設などの管理自治においては警察権との関係が特に問題とされる。
現代日本においては大学は治外法権を有するわけではなく、また正規の令状に基づく学内の捜査を大学が拒否することもできない。大学紛争が激しかった1969年には大学の運営に関する臨時措置法が制定されている。
また、大学当局の力では収拾がつかないほどの不法行為が発生した場合、あるいはそれらが発生する差し迫った危険が存在する場合は警察力の出動がありうる。しかし、この場合でも緊急止むを得ない場合と大学の要請のある場合に限定される。
江沢民・前中国共産党中央委員会総書記の訪日の折、早稲田大学での講演会にあたって、大学当局が自ら出席者の名簿を警察に提供していた事実が毎日新聞のスクープで発覚するという早稲田大学江沢民講演会名簿提出事件も起きている。これに対しては、大学の行為を違法とする学生によって訴訟が提起されたが、最終的に学生側勝訴で終わっている。

### 大学の自治の主体
教授その他の研究者は当然に大学の自治の担い手となる。これに対し教員以外の者特に学生が大学の自治の主体に含まれるかどうかについては議論がある。
学生の地位について東大ポポロ事件の最高裁判決は「施設が大学当局によって自治的に管理され、学生も学問の自由と施設の利用を認められる」と判示して学生を営造物利用者とみる営造物利用者説をとっている。学生は大学における学問研究や学習の主体であり大学の不可欠の構成員であると理解されているが、大学の自治における学生の役割をどう捉えるかについては議論がある。
学生の自治と大学の自治は次元を異にするもので両者を混同すべきでないとみる観点からは、学生は学問研究及び教育に必要な事柄を判断決定する責任を負っているわけではないことから、あくまでも教授会その他の研究者組織による自主的決定によるべきとする。他方で学生参加の意味を大学管理機関の意思決定過程に対する学生の意見の反映と広く捉えるならばこれを否定すべき理由はないと考えられている。東北大学事件控訴審判決で仙台高裁は「学生は、大学における不可欠の構成員として、学問を学び、教育を受けるものとして、その学園の環境や条件の保持およびその改変に重大な利害関係を有する以上、大学自治の運営について要望し、批判し、あるいは反対する当然の権利を有し、教員団においても、十分これに耳を傾けるべき責務を負う」と判断している（仙台高判昭和46・5・28判時645号55頁）。